# Campylomyza cruciata
Campylomyza cruciata är en tvåvingeart som beskrevs av Boris Mamaev 1998. Campylomyza cruciata ingår i släktet Campylomyza och familjen gallmyggor. Inga underarter finns listade i Catalogue of Life.